# Museu de Mineralogia e Petrologia Luiz Englert
O Museu de Mineralogia e Petrologia Luiz Englert é um museu de ciência brasileiro, um equipamento do Instituto de Geociências da Universidade Federal do Rio Grande do Sul.
Antes localizado na rua Sarmento Leite 425, em Porto Alegre, no Campus Central da UFRGS, chegou a desenvolver intensa atividade científica e educativa, mas por dificuldades diversas em 2021 foi desativado e seu acervo foi remetido para o Instituto de Geociências no Campus do Vale, onde permanece encaixotado à espera da construção de uma nova sede.

## História

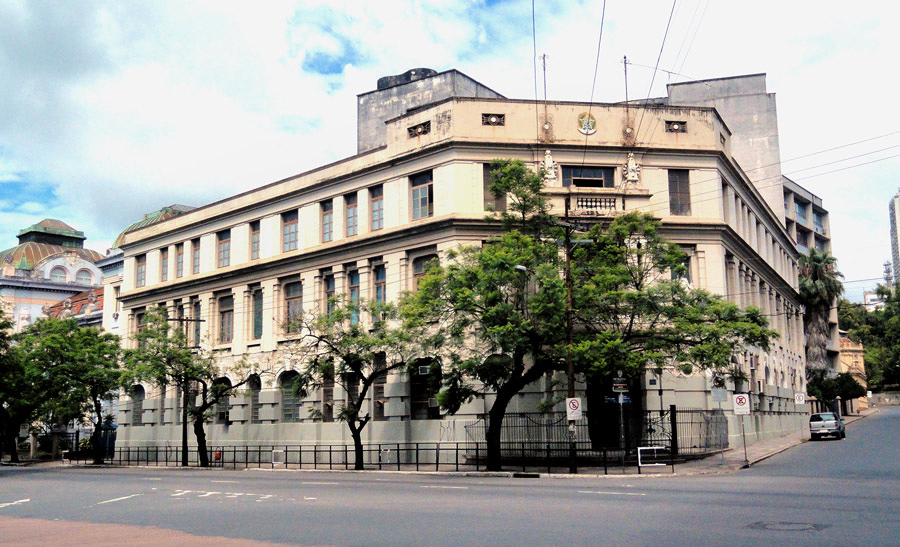
O Instituto Eletrotécnico, a primeira sede do gabinete do professor Englert

O museu é o 5º mais antigo do estado do Rio Grande do Sul, e remonta ao gabinete de mineralogia criado em 1909, nas dependências do Instituto Eletrotécnico da Escola de Engenharia, pelo professor Luiz Englert.
Englert foi o primeiro rio-grandense a se formar engenheiro de minas. A coleção que ele reuniu permaneceu anos pouco utilizada, mas com o tempo foi sendo ampliada, com a aquisição de amostras na Europa e Estados Unidos. Com a criação do Curso de Engenharia de Minas em 1945, o gabinete passou a ser um importante equipamento auxiliar para as aulas.
Em 1957 foi criado o Curso de Geologia, passando a servir também a este departamento, que empreendeu excursões para coleta direta de material, aumentando o acervo. Em 1961 foi recebida a doação de uma coleção paleontológica e o gabinete foi transferido para uns galpões que haviam sido construídos para uma feira de indústria civil, localizados entre os prédios da Engenharia Velha e do Instituto Parobé. Em 1970, absorvendo o Curso de Geologia, foi criado o Instituto de Geociências, cujo Departamento de Mineralogia e Petrologia passou a administrar as coleções de minerais.

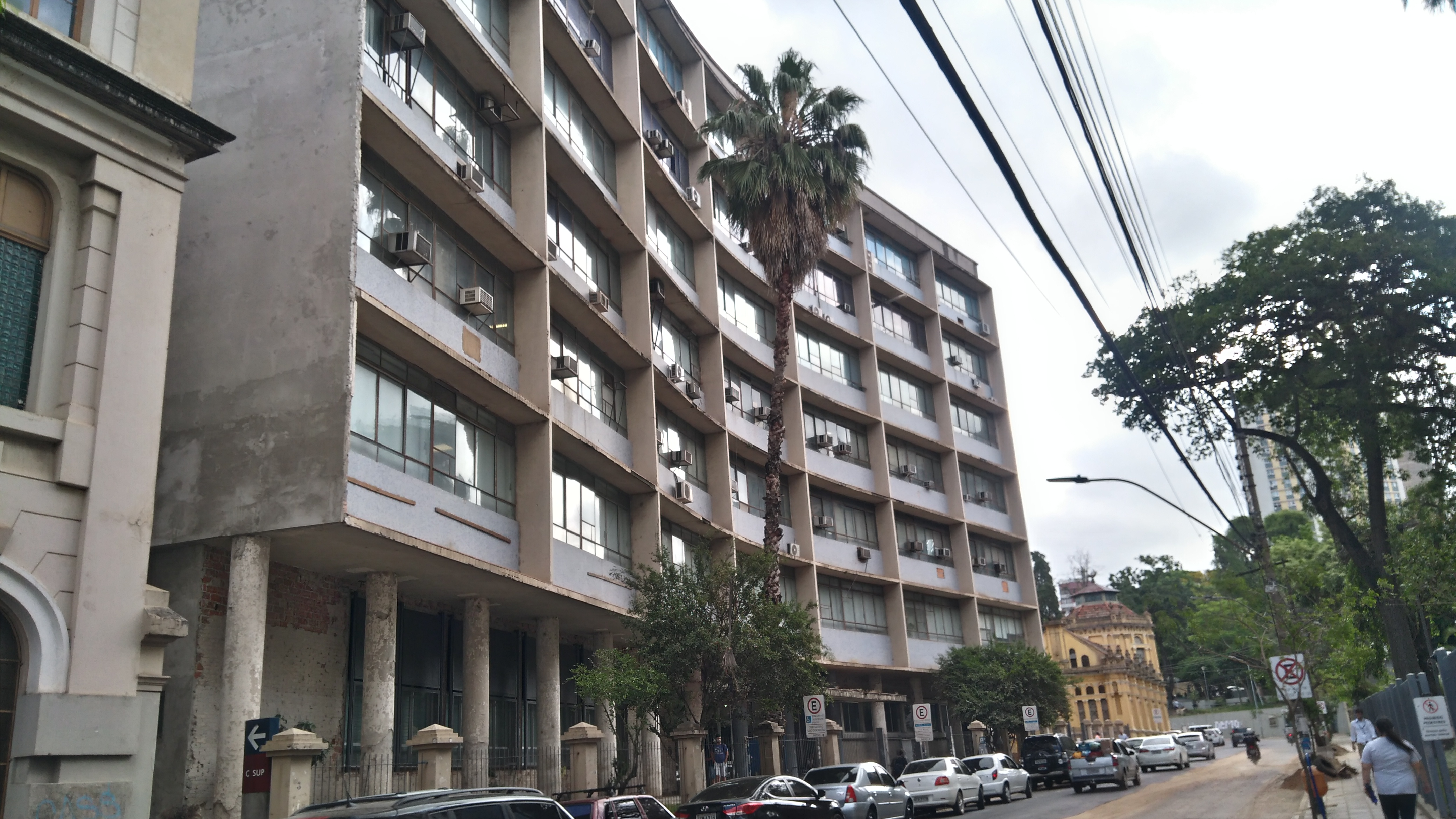
A Engenharia Nova, primeira sede oficial do museu

Em 1972 foi inaugurado o grande prédio conhecido como Engenharia Nova, onde o Instituto foi instalado, ocupando todo o 5º andar. O espaço para a coleção era muito maior do que aquele até então disponível. Ali o museu começou a tomar forma efetiva. Foram construídos móveis e vitrines adequados para guardar e expor as amostras, uma equipe foi designada para fazê-lo operar, foi criado oficialmente e era enfim aberto à visitação pública em 1973. O primeiro diretor do museu foi o professor Ely Alberto Dehnhard, que permaneceu na função até 1989.
Em 1985, com a transferência do Instituto de Geociências para o Campus do Vale, que fica muito distante do Campus Central, o museu não foi junto, mas cedeu-lhe cerca de mil amostras para que os alunos tivessem material de estudo perto de si. Isso deu ensejo a uma redefinição, reorganização e informatização da coleção.
Em 1996 o museu saiu da Engenharia Nova para um prédio térreo. Em 2001 foi lançado um website na internet, possibilitando acesso a imagens do acervo, informações técnicas e didáticas sobre as amostras, e textos sobre a mineralogia e petrologia brasileiras. Mantinha uma agenda dinâmica, com atendimento de visitantes na sede, programa de bolsas e variadas atividades de extensão para o público em geral, além de organizar intervenções em escolas, centros comerciais e espaços populares como o Brique da Redenção.
O museu chegou a receber cerca de 2 mil visitantes por ano, alcançando 25 mil pessoas em suas atividades de extensão, mas com crescentes dificuldades de pessoal e espaço, fechou em 2021. Seu acervo foi então encaixotado e remetido para os cuidados do Instituto de Geociências no Campus do Vale, onde em 2024 permanecia à espera da construção de uma sede própria.

## Acervo
O acervo do museu conta com cerca de 5,6 mil amostras de minerais e rochas. destacando-se na coleção os meteoritos Putinga e Nova Petrópolis e as amostras doadas pelo padre e cientista Balduíno Rambo.